# Satz von Weyl über Gleichverteilung
Der Satz von Weyl (nach Hermann Weyl) ist die Grundlage für arithmetische Zufallszahlengeneratoren. Er besagt:
Sei {\displaystyle y_{0}\in \ ]0,1[} eine irrationale Zahl. Dann hat die Folge
{\displaystyle (u_{i})_{i\geq 1}\subseteq \ ]0,1[},
gliedweise definiert durch
{\displaystyle u_{i}=iy_{0}-\lfloor iy_{0}\rfloor =iy_{0}\ {\bmod {\ }}1}
die asymptotische Gleichverteilungseigenschaft. Für alle {\displaystyle a,b\in \mathbb {R} } mit {\displaystyle 0<a<b<1} gilt also:
{\displaystyle {\frac {\left|\{i|1\leq i\leq n;a\leq u_{i}\leq b\}\right|}{n}}\quad {\xrightarrow[{n\rightarrow \infty }]{\quad }}\quad b-a}.
Anders gesagt: die Wahrscheinlichkeit, dass ein willkürlich gewähltes Folgenglied in {\displaystyle [a,b]} liegt, beträgt {\displaystyle b-a}.